# Aristolochia hockii
Aristolochia hockii là một loài thực vật có hoa trong họ Aristolochiaceae. Loài này được De Wild. mô tả khoa học đầu tiên năm 1913.